# Вања Плиснић
Вања Плиснић (Зеница, 28. јул 1980) је бивши српски кошаркаш. Играо је на позицији крилног центра.

## Клупска каријера
Каријеру је почео у КК Новом Саду, одакле одлази у БКК Раднички на две сеозне. Године 2000. се враћа у Нови Сад, али потписује за Војводину и ту остаје две сезоне.
Плиснић је највеће успехе имао у дресу ФМП-а са којима је освојио за две сезоне један Куп Радивоја Кораћа 2003. и Јадранску лигу у сезони 2003/04.
Након одласка из ФМП-а вратио се у Војводину где проводи две сезоне. Након тога први пут одлази у иностранство у белгијски Остенде, али се већ у јануару 2007. године враћа у Србију и потписује за Хемофарм где остаје до краја сезоне. 
Након тога одлази у руски Урал Грејт где проводи две сезоне. Следећа дестинација му је италијанска Бјела, да би након тога провео по једну сезону у Нижњем Новгороду и Динамо Сасарију. У јулу 2012. године потписао је уговор са турском ТЕД Анкаром и тамо се задржао пуне три сезоне. У сезони 2015/16. био је играч Конијаспора.

## Успеси

### Клупски
- ФМП:
  - Јадранска лига (1) : 2003/04.
  - Куп Радивоја Кораћа (1) : 2003.

### Репрезентативни
- Универзијада:  1999,  2003,  2005.